# Betta hendra
Бійцівська рибка Гендра (Betta hendra) — тропічний прісноводний вид риб з родини осфронемових (Osphronemidae), підродина макроподових (Macropodusinae).
Отримала свою назву на честь Гендра Томмі (англ. Hendra Tommy) з Курнія-Акваріум (Kurnia Aquarium) в місті Палангкарая, який відкрив і першим експортував цей вид.
Належить до числа бійцівських рибок з групи видів B. coccina. Крім B. hendra, до її складу входять B. coccina, B. tussyae, B. persephone, B. rutilans, B. brownorum, B. livida, B. miniopinna, B. burdigala, B. uberis. Станом на 2013 рік клада Betta coccina була єдиною групою видів роду Betta, яка стала предметом філогенетичного дослідження. На основі аналізу морфологічних, екологічних та молекулярних наборів даних було підтверджено її монофілію.
За деякими елементами забарвлення B. hendra нагадує B. foerschi та B. bellica, але її стратегія розмноження, розмір та поведінка дорослих риб вказують на належність до групи видів B. coccina.

## Опис
Стандартна (без хвостового плавця) довжина досліджених зразків становила 25,9-41,9 мм; загальна довжина — 122,2-131,6 % стандартної. Зразки B. hendra, вирощені в неволі, бувають помітно більшими — до 45 мм стандартної довжини. Тіло струнке, майже кругле в перетині в передній частині, стиснуте з боків на хвостовому стеблі. Предорсальна (до початку спинного плавця) довжина становить 56,3-61,0 %, максимальна висота тіла (в місці початку спинного плавця) 20,6-24,8 %, висота хвостового стебла 14,8-19,4 %, довжина голови 23,2-27,2 % стандартної довжини. В бічній лінії 29-31 луска.
Спинний плавець має 1-2 твердих і 9-11 м'яких променів (всього 10-12), довжина його основи становить 17,0-24,0 % стандартної довжини. В анальному плавці 2-3 твердих і 24-28 м'яких променів (всього 26-31), довжина його основи становить 54,3-62,7 % стандартної довжини. Хвостовий та грудні плавці округлі. Черевні плавці загострені, мають по 1 твердому, 1 простому та 4 розгалужених променя, їхня довжина становить 20,0-40,5 % стандартної довжини (максимальні значення належать дорослим самцям).
Основне забарвлення червонувато-коричневе, луски на боках вилискують, залежно від освітлення та місцевості походження, зеленкуватим або синім металевим кольором, спина темно-коричнева. На зябрових кришках присутні дві чіткі паралельні вертикальні смужки яскраво-червоного до золотавого кольору. Райдужна оболонка очей зеленкувато-синя. Непарні плавці червонувато-коричневі, цятковані зеленкувато-синіми крапками та смужками. Червонувато-коричневі черевні плавці мають зеленкувато-сині кінчики. Грудні плавці безбарвні.
Самки забарвлені так само, як самці, але мають значно менше лиску на боках.

## Поширення
Betta hendra водиться на південному заході острова Калімантан, в індонезійській провінції Центральний Калімантан. Вона була виявлена на торфових болотах у басейні річки Себангау (індонез. Sungai Sebangau), на південь і на захід від міста Палангкарая, адміністративного центру провінції.
Типовий біотоп — чорноводне торфове болото. У травні 2011 року ці риби були виявлені в стоячій водоймі глибиною від 5 до 50 см, затіненій деревами та кущами. Показники води були такими: pH близько 4, провідність 6 мкСм/см, температура 28,5 °C. Вода в місцевих водоймах має темно-коричневий колір, обумовлений наявністю гумінових речовин, що виділяються під час розкладання листя та іншого органічного матеріалу; вміст мінеральних речовин незначний. Риб ловили серед водних та болотних рослин. На деяких ділянках B. hendra зустрічається синтопічно з B. foerschi.
Інші члени групи видів B. coccina зустрічаються на Малайському півострові та островах Суматра й Калімантан. Райони їхнього проживання відповідають території поширення чорноводних торфовищ. Поява цих біотопів є фрагментарною й має острівний характер. Отже, ареал членів групи B. coccina можна розглядати як своєрідний «архіпелаг», види на якому розділені фізично й потік генів неможливий. Торфовища Центрального Калімантану були сформовані в добу голоцену, після останнього льодовикового максимуму. Тому передбачається, що Betta hendra відкололася від споріднених видів саме в цю найновішу геологічну добу.
Починаючи з 1990-х років площа торфових болотних лісів у Південно-Східної Азії швидко зменшується. Якщо вирубка лісів на торфовищах й надалі продовжуватиметься такими темпами, то цей тип лісів може зникнути приблизно до 2030 року. Ці процеси прямо впливають на популяції місцевих риб, пристосованих саме до такого типу середовища існування. Betta hendra відома лише з одного району, а територія її поширення оцінюється в 4 км². Вид розглядається як такий, що перебуває на межі зникнення.

## Утримання в акваріумі
У домашніх акваріумах Betta henra є рідкісним гостем, а в торгівлі декоративними рибами вона присутня в дуже обмеженій кількості. До того, як вид отримав свою наукову назву його продавали як B. sp. «Sengalang» або B. sp. «Palangkaraya» (варіант: B. sp. «Palangka»), іноді як B. sp. «Sebangua».
Betta hendra — це дрібний вид бійцівських рибок, який можна тримати в невеличкому акваріумі, для пари риб достатньо 10-15 літрів, для групи потрібно більше. Важливо, щоб акваріум був тісно накритий кришкою. Це запобігає вискакуванню риб, забезпечує мінімальне випаровування води й підтримує теплий шар повітря над її поверхнею. Акваріум має бути добре структурований. Основними елементами декору повинні бути листя та гілки; серед них риби знайдуть собі багато схованок. Betta hendra не любить яскравого світла, тому корисним є використання рослин, що плавають на поверхні. Але при цьому на поверхні води мають залишатися й вільні ділянки.
Для цих риб важливим є кисле середовище з показником рН в межах 4,0-6,5 за мінімальної твердості води та температури 22-27 °C. Не всі водні рослини можуть вижити за таких умов; добре підійде таїландська папороть, яванський мох, різні види анубіасів. Фільтрація води має бути слабкою.
Бійцівська рибка Гендра не підходить до спільного акваріума, й не тільки тому, що цей вид дуже лякливий у товаристві, а й через його рідкісність. На відміну від популярної B. splendens, в одному акваріумі можна тримати декілька самців цього виду. Рибки швидко встановлюють ієрархію. Домінантний самець часто демонструє загрозливі рухи, але кусається рідко.
Стосовно годівлі Betta henra не надто вибаглива, без проблем приймає будь-який живий, заморожений або ліофілізований корм, а також якісні сухі корми. Найкраще підходять живі артемії, білі та чорні личинки комарів, дафнії, а також дрібні комахи (дрозофіли, колемболи, мікроцвіркуни тощо).

## Розмноження
Бійцівська рибка Гендра будує гнізда з піни, самець це робить під листям рослин або всередині пластикового контейнера, що плаває в акваріумі.
Пара нереститься в типових для бійцівських рибок обіймах, під час яких самець обгортає своє тіло навколо самки, в цей момент пара випускає ікру та молочко. Риби виходять із обіймів і вкладають ікринки до гнізда. Всього за нерест можна отримати від 20 до 50 ікринок. Одного разу відклавши ікру, пара це робить знову і знову. Тому важливо добре годувати риб, щоб вони мали достатньо сил.
Піклування за потомством є обов'язком самця. Залежно від температури води, личинки вилуплюються за 24-72 годин, можна побачити, як із гнізда стирчать їхні маленькі хвостики. Ще через 24-48 годин личинки перетворюються на мальків і починають вільно плавати. З цього моменту їх починають годувати наупліусами артемії, оцтовими нематодами тощо. Батьки не їдять мальків, тому можна тримати їх разом.
Нерест часто буває важко помітити, іноді мальків виявляють лише коли вони вже підросли.